# Jose Yap sr.
Jose "Aping" V. Yap sr. (Victoria, 16 januari 1929 - Manilla, 1 maart 2010) was een Filipijns politicus. Yap was jarenlang lid van het Filipijns Huis van Afgevaardigden namens het 2e kiesdistrict van Tarlac. Ook was hij gouverneur van Tarlac en burgemeester van zijn geboorteplaats Victoria. Yap was een vriend en partijgenoot van de vermoordde oppositieleider Ninoy Aquino en een criticus van het dictatoriale bewind van Ferdinand Marcos. Nadien speelde hij een belangrijke rol bij vredesonderhandelingen met de communistische rebellen als hoofd van de delegatie van de regeringen van Corazon Aquino en Fidel Ramos.

## Biografie
Jose Yap werd geboren op 16 januari 1929 in Victoria in de Filipijnse provincie Tarlac. Zijn ouders waren Apolinario Yap en Sabina Villa Agustin. Na het voltooien van zijn middelbare schoolopleiding aan National University behaalde Yap een Associate of Arts-diploma aan de Far Eastern University.  Hij studeerde Rechten aan de Manuel L. Quezon University en behaalde daar in 1951 zijn Bachelor-diploma. Datzelfde jaar slaagde hij bovendien voor het toelatingsexamen (bar exam) van de Filipijnse balie.
Yap werd direct na het voltooien van zijn studie in 1951 gekozen tot burgemeester van zijn geboorteplaats Victoria. Omdat hij nog niet voldeed aan de minimum leeftijd voor deze functie werd hij echter gediskwalificeerd. Het jaar erna werd Yap door president Elpidio Quirino echter alsnog benoemd tot burgemeester van de gemeente Victoria. Een jaar later werd hij bij speciaal uitgeschreven verkiezingen alsnog de gekozen burgemeester. Na afloop van zijn termijn als burgemeester in 1955 werkt hij van 1956 tot 1963 als secretaris voor de commissie 'Ways and Means' van het Filipijns Huis van Afgevaardigden. Van 1963 tot 1964 was Yap onderminister 'General Services' in het kabinet van Diosdado Macapagal en van 1964 tot 1965 diende hij als deputy-gouverneur van de 'Land Authority'.
In 1965 werd Yap voor de eerste keer gekozen in het Filipijns Huis van Afgevaardigden namens het 2e kiesdistrict van Tarlac. Deze functie zou hij bekleden tot het Huis in 1972 werd opgeheven nadat president Ferdinand Marcos de staat van beleg had afgekondigd en het land daarna op dictatoriale wijze regeerde. Gedurende die periode was hij samen met zijn goede vriend en partij- en provinciegenoot Ninoy Aquino jr. een van de grote critici van het bewind van Marcos. Aquino zat lange tijd gevangen en leefde jarenlang in ballingschap in de Verenigde Staten tot hij terugkeerde naar de Filipijnen en bij aankomst op het naar hem vernoemde Ninoy Aquino International Airport werd vermoord.
Na de val van president Ferdinand Marcos volgende een nieuwe periode in het Huis van 1987 tot 1998. Tijdens deze periode leidde hij ook de vredesonderhandelingen van de regering van Corazon Aquino en later haar opvolger Fidel Ramos met het het communistische National Democratic Front. Tevens was hij twee jaar lang bestuurder van het Metropolitan Waterworks and Sewerage System. Bij de verkiezingen van 1998 werd hij gekozen als gouverneur van Tarlac en na zijn derde en dus wettelijk laatste termijn volgde in 2007 opnieuw een verkiezing als afgevaardigde van het 2e kiesdistrict van Tarlac. Zijn jongste zoon Victor Yap werd bij diezelfde verkiezing gekozen als nieuwe gouverneur. 
Yap overleed in 2010 op 81-jarige leeftijd aan de gevolgen van prostaatkanker, slechts enkele maanden voor de verkiezingen van 2010 waarvoor hij zich opnieuw had geregistreerd als kandidaat voor het 2e kiesdistrict van Tarlac. Hij was getrouwd met Zenaida Areno en samen met haar kreeg hij vier kinderen.